# John Robinson (pastor)
John Robinson (ur. 1575, zm. w marcu 1625) – angielski pastor purytański. 
W 1599 roku ukończył Corpus Christi College na Uniwersytecie Cambridge.
Wraz z Williamem Brewsterem wyprowadził swą kongregację z Nottinghamshire do Amsterdamu, z którego przeniesiono się do Lejdy. W 1620 zorganizował wyprawę żaglowca Mayflower do Ameryki Północnej, jednak prawdopodobnie z przyczyn zdrowotnych sam nie wziął w niej udziału.